# Lisova (stanice metra v Kyjevě)
Lisova (ukrajinsky Лісова, Lisova) je konečná stanice kyjevského metra na Svjatošynsko-Brovarské lince.

## Charakteristika
Stanice je nadzemní, její ostrovní nástupiště měří 100 metrů.
Stanice má pět východů, dva východy ústí na Brovarskyj prospekt, další dva ústí k parku a ulici Kioto a poslední jeden na pěší zónu a k točně tramvají a nedalekého bazaru. Východy jsou s nástupištěm propojeny schodištěm.